# NGC 7186
NGC 7186 је група звезда у сазвежђу Пегаз која се налази на NGC листи објеката дубоког неба.
Деклинација објекта је + 35° 4' 42" а ректасцензија 22h 1m 5,0s. Привидна величина (магнитуда) објекта NGC 7186 износи 12,2.